# Суриковка
Су́риковка (каз. Суриков) — село у складі Костанайського району Костанайської області Казахстану. Входить до складу Озерного сільського округу.
Населення — 106 осіб (2021; 243 у 2009, 374 у 1999, 618 у 1989).